# Агнес Мері Клерк
Агнес Мері Клерк (англ. Agnes Mary Clerke; 10 лютого 1842, Скібберін, Ірландія — 20 січня 1907, Лондон, Велика Британія) — ірландська письменниця, популяризаторка астрономії.

## Життєпис
Агнес Мері народилася в Скібберіні (Ірландія) 1842 року в родині банківського службовця Джона Вільяма Кларка і Кетрін Мері, уродженої Дізі. У неї була старша сестра Еллен Марі і молодший брат Обрі. Всі дити Клерків навчалися вдома.
Батько закінчив Триніті-коледж у Дубліні і на все життя зберіг інтерес до наук, а мати мала музичний талант. Тому дочки отримали хорошу домашню освіту на відміну від інших жінок їхнього покоління. Агнес найбільше вабила астрономія і музика. Під впливом батька вона прочитала велику кількість книг з астрономії. Згодом її брат Обрі завдяки своїм успіхам у математиці й фізиці познайомив Агнес зі складнішими предметами.
Коли Агнес виповнилося 19 років, сім'я переїхала зі Скібберіна в Дублін (1861), потім в Квінстаун (1863). Ще через кілька років сестри Кларк, через слабке здоров'я Агнес, поїхали в Італію і прожили там 10 років, переважно, у Флоренції, продовжуючи навчання. 1877 року сім'я возз'єдналася і поселилася в Лондоні.
Цього ж року, у віці 35 років, Агнес почала свою кар'єру професійної письменниці, коли анонімно опублікувала свою першу статтю в Edinburgh Review. Вона стала відомою після того, як під своїм ім'ям опублікувала біографії Галілео Галілея та П'єра-Симона Лапласа в Британської енциклопедії. Вона регулярно публікувалася в таких виданнях як Nature, The Observatory, Knowledge .
У Лондоні Агнес Марі познайомилася з Джозефом Лок'єром і американським астрономом Едвардом Голденом. За їхньої підтримки вона зайнялася історією «Нової астрономії» (астрофізики). Результатом стала книга, що принесла Агнес найбільшу популярність: A Popular History of Astronomy during the Nineteenth Century (Популярна історія астрономії XIX століття) (1885), яка була корисна як професійним астрономам, так і більш широкій аудиторії. Книга витримала 4 видання ще за життя Агнес. Завдяки успіху книги Агнес познайомилася з відомими астрономами: з Вільямом Гаґґінсом, Маргарет Гаґґінс, Девідом Гіллом.
1888 року Агнес провела 3 місяці в Королівській обсерваторії в Південній Африці як гостя Девіда Гілла. Там вона єдиний раз за всю кар'єру отримала можливість взяти участь в астрономічних спостереженнях. В результаті вона написала свою другу головну працю The System of the Stars (Зоряна система) (1890 р), в якій вона захищала точку зору, що галактика «Чумацький шлях» є єдиним великим утворенням у Всесвіті. Це хибне уявлення про природу галактик було переконливо спростовано лише через кілька десятиліть після смерті письменниці.
У третій великий роботі, Problems in Astrophysics (Проблеми астрофізики) (1903), Агнес намагалася описати невирішені питання астрономії, особливо в спектроскопії зір, і можливі способи їх вирішення. Незважаючи на те, що сучасники добре прийняли цю книгу, Агнес зазнала і критики: журнал Nature вказав їй на відсутність практичних робіт в астрономії.
Її сестра, Елен Мері Клерк (1840—1906), також писала про астрономію.
Агнес Мері протягом всього життя була побожною католичкою.

## Визнання і пам'ять
1893 року Королівський інститут Великої Британії вручив Агнес Актонівську премію — 100 гіней. Вона була членкинею Британської астрономічної асоціації і регулярно відвідувала її засідання. 1903 року її обрали почесною членкинею Королівського астрономічного товариства.
На честь Агнес Клерк названо місячний кратер.
Про Агнес Клерк астрономка Мері Брюк 2002 року написала книгу Agnes Mary Clerke and the Rise of Astrophysics.
2017 року Королівське астрономічне товариство заснувало Медаль Агнес Клерк з історії астрономії та геофізики, якою нагорожують тих, хто провід визначні дослідження в галузі історії астрономії або геофізики. Першим цю медаль отримав Клайв Раґґлз.